# Drzwi Zwane Koniem

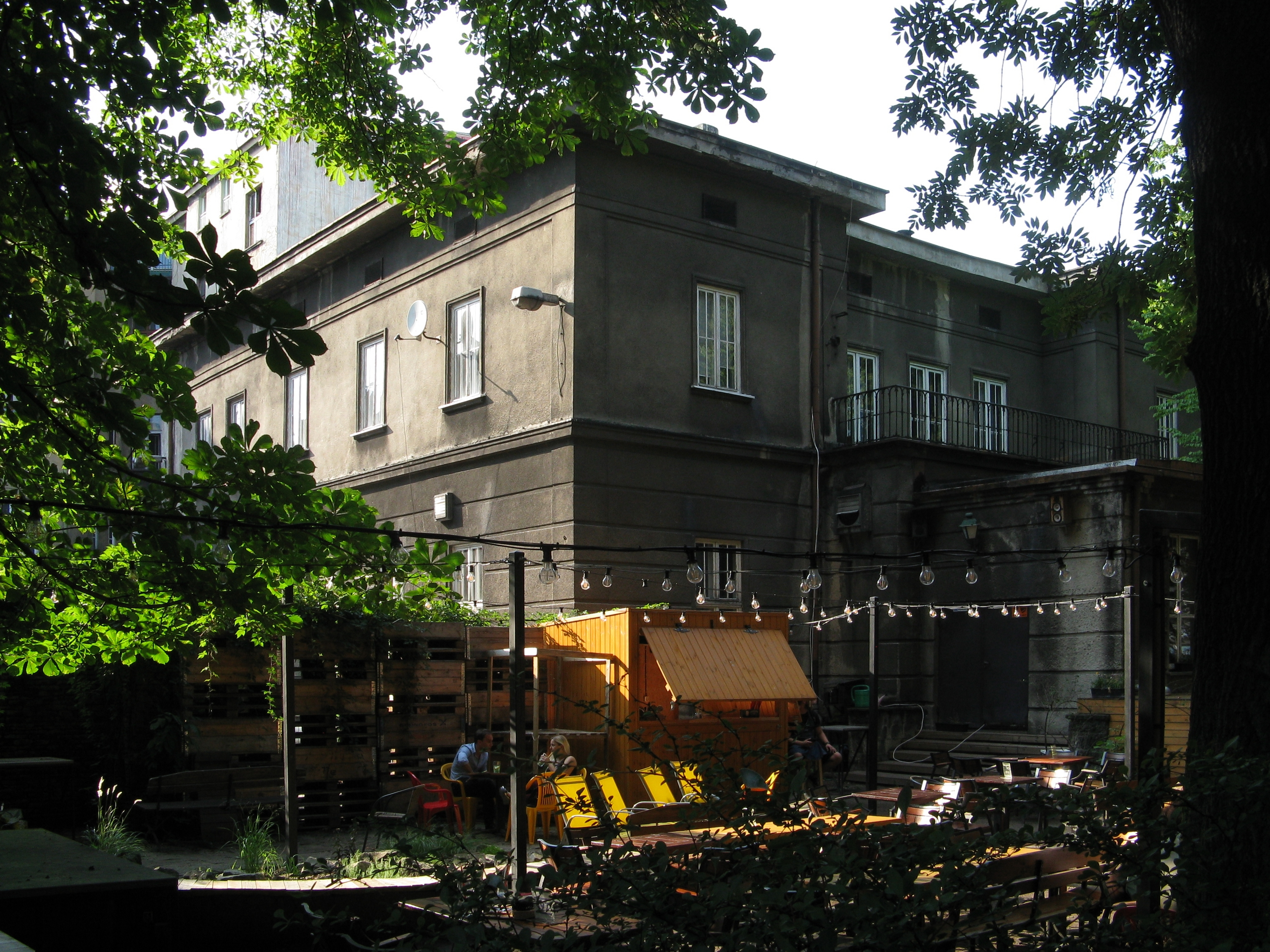
Ogródek Drzwi Zwanych Koniem (2018)

Drzwi Zwane Koniem – klubokawiarnia założona przez Spółdzielnię Socjalną Honolulu, wspólny projekt katowickich stowarzyszeń: Fabryki Inicjatyw Lokalnych oraz Polskiego Forum Edukacji Europejskiej. W latach 2015–2022 lokal działał przy ul. Warszawskiej 37 w Katowicach. 
Obecnie klubokawiarnia mieści się na ul. Mariackiej 13 w Katowicach.

## Historia
Otwarta 26 czerwca 2015 roku klubokawiarnia mieściła się w zabytkowej willi Kramstów z ok. 1875 r., gdzie od lat 70. XX w. znajdował się znany w przeszłości Klub Marchołt, późniejszy Klub Niezależnych Stowarzyszeń Twórczych „Marchołt”. Lokal przy ul. Warszawskiej został zamknięty z końcem 2022 roku. 
Klubokawiarnia ma obecnie nową lokalizację, pod adresem ul. Mariacka 13 w Katowicach, w tym samym miejscu, w którym znajdował się wcześniej lokal KATO. 

## Działalność kulturalna
W ciągu 7 lat działalności Drzwiach Zwanych Koniem odbyło się ponad 1100 wydarzeń. Uczestniczyć można było w wielu festiwalach kulturalnych i muzycznych, m.in.: Międzynarodowy Festiwal Filmowy Ars Independent Katowice, A festival, Jazz Art Festival, czy Xenium Demoparty. Miejsce miały tutaj także projekcje w ramach LGBT Film Festival (2021), oraz inne wydarzenia organizowane przez kolektyw Śląsk Przegięty czy Śląską Tęczówkę, takie jak Przeglądy Piosenki Przegiętej, scena burleski czy występy drag queen.
W klubokawiarni – nazywanej często „undergroundowym domem kultury” – odbywały się także koncerty i sety elektroniczne uznanych artystów niszowej sceny muzycznej (m.in. Siksa, Ciśnienie, Kirszenbaum, T’ien Lai, Marszałek, Hiob Dylan, Jan Wagner & Tobias Preisig, The Thinners, Legendarny Afrojax, Give Up to Failure, KSY, Duy Gebord, Ceremony Long, Lód 9, Elder Druid, Fish Basket, Moonstone, Hermopolis, Horsy, Palmer Eldritch, Fonogon, Bukowicz, Blokowisko, Doskocz / Kurek, 00nd00d, RSS Boys, LALKA). Swoje miejsce przez dłuższy czas znalazły tutaj także środowiska punkowe, organizując koncerty m.in. Wøjny, Payback, Kalesony Boga Wojny, ale i miłośnicy stonera i wszelkich doom metalowych odmian cięższego grania, m.in. w cyklach Fellowship of the Riff czy Silesian Witchcraft współorganizowanych przez Galactic SmokeHouse.

Poza wydarzeniami muzycznymi, w Koniu odbywały się wydarzenia wielogatunkowe – m.in. Otwarte Sceny i improwizowane na żywo spektakle kolektywu Impro Silesia, wystawy, giełdy płyt i winyli, planszówek, benefity na Marsze Równości oraz Śląską Manifę.

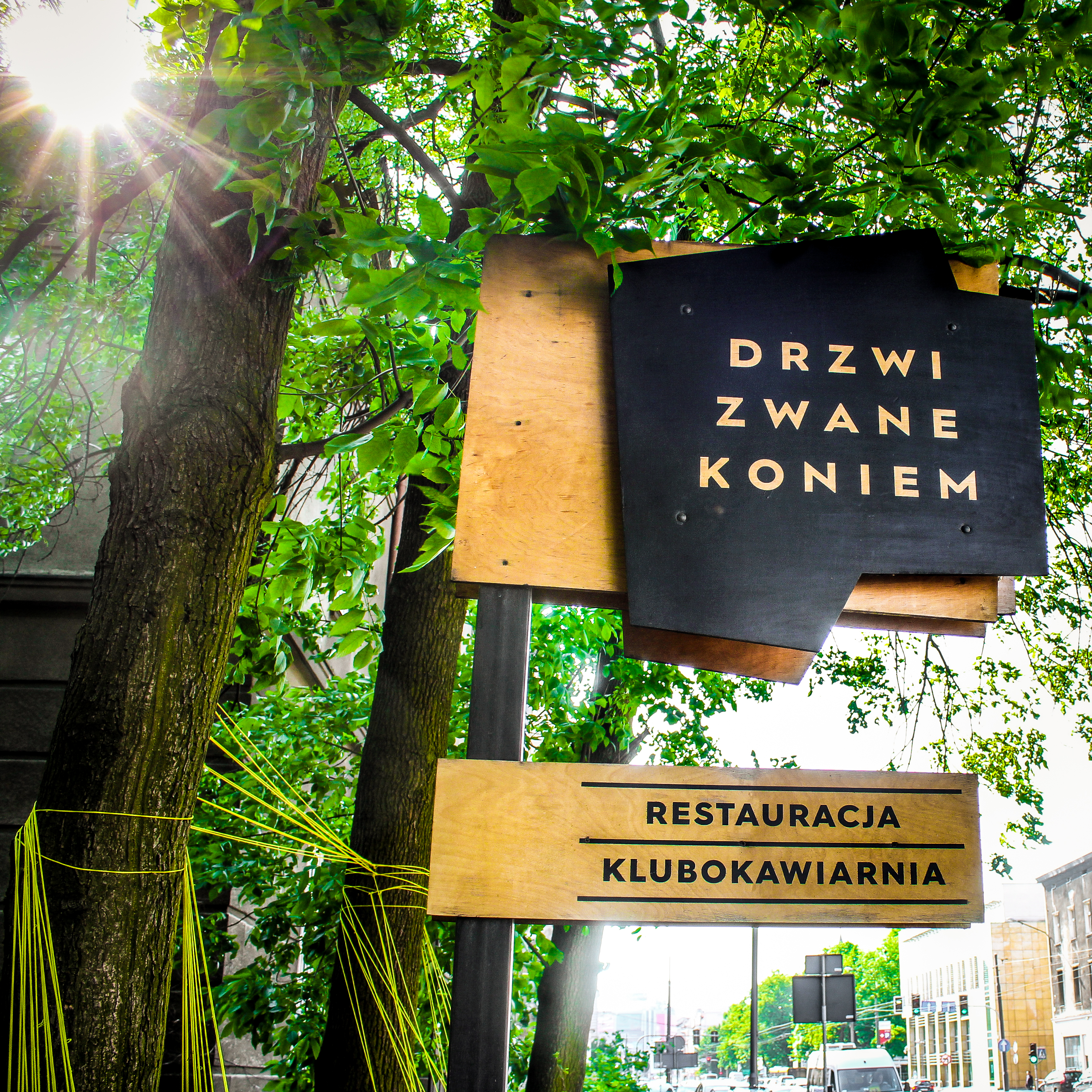
Szyld lokalu

## Działalność społeczna
Spółdzielnia w prowadzonym przez siebie lokalu od lat z sukcesami zatrudnia i utrzymuje stanowiska pracy dla osób wykluczonych (m.in. z niepełnosprawnościami czy bezrobotnych). Stworzyła program „Gastrosprawni”, zrzeszający osoby z niepełnosprawnością, zapewniając im zatrudnienie w lokalach gastronomicznych.
Za swoją działalność Spółdzielnię i Drzwi Zwane Koniem nagrodzono licznymi nagrodami, m.in.: Asem Śląskiej Ekonomii Społecznej 2019 (Zarząd Województwa Śląskiego), Jaskółką w latach 2016, 2018 i 2019 (Centrum Dzwoni w Bytomiu, PFRON), a także wyróżnieniem w konkursie Nagroda im. Józefa Kocurka w dziedzinie działalności społecznej (Prezydent Miasta Katowice).